# Lavau, Yonne
Lavau är en kommun i departementet Yonne i regionen Bourgogne-Franche-Comté i norra Frankrike. Kommunen ligger i kantonen Saint-Fargeau som tillhör arrondissementet Auxerre. År 2022 hade Lavau 391 invånare.

## Befolkningsutveckling
Antalet invånare i kommunen Lavau
| Referens: INSEE |